# Givenchy

Vestito corto e cappello Givenchy, indossati da Audrey Hepburn in Colazione da Tiffany, 1961

Givenchy è un'azienda francese che produce capi di abbigliamento, accessori, profumi e cosmetici.

## Storia
Fu il designer Hubert de Givenchy, a fondare la casa di moda nel 1952 e a dirigerla per oltre quarant'anni. Nello stesso anno lanciò la sua prima collezione Les Séparables. Si ritirò dall'attività nel 1995 lasciando il proprio posto a John Galliano, che però fu sostituito dopo breve tempo da Alexander McQueen.
Nel 2001 il progettista Julien MacDonald è stato nominato direttore artistico per la linea donna, mentre nel 2003 Ozwald Boateng è stato nominato il progettista per la linea uomini.
Nel 2005 lo stilista italiano Riccardo Tisci diventa direttore creativo della maison nella realizzazione delle collezioni haute couture e pret-à-porter. Nel 2017 gli subentra nella posizione di direttore creativo Clare Waight Keller.
La più celebre testimonial del marchio è stata Audrey Hepburn, grazie anche al film Colazione da Tiffany in cui l'attrice indossa un tubino nero diventato un classico dell'abbigliamento femminile e anche un capo di culto. Sempre per Audrey Hepburn, Givenchy realizzò il profumo L'interdit. Con l'attrice britannica e la maison di moda nasce un vero e proprio sodalizio, tanto che Givenchy disegna anche l'abito da sposa per il secondo matrimonio della Hepburn, con il medico Andrea Dotti. Il vestito è diventato iconico per la lunghezza sopra le ginocchia, la scelta del colore rosa ed un collo particolarissimo. Givenchy ha anche firmato molte delle scelte di stile delle star per occasioni importanti, lavorative e personali. Tra le collaborazioni più note c'è stato il matrimonio di Kim Kardashian con Kanye West, per cui il brand ha curato l'abito da sposa che è stato poi sfoggiato nella location delle nozze del Forte Belvedere, il giardino con vista panoramica sulla città di Firenze. Il brand è stato scelto anche per le nozze reali tra Meghan Markle e il principe Harry d'Inghilterra, l'abito è stato disegnato dalla direttrice artistica di Givenchy: la britannica Clare Waight Keller. Il capo e le scarpe, dalle linee pulite e dall'elegante semplicità, sono diventati un'icona dello stile essenziale della principessa.